# 新潟西インターチェンジ

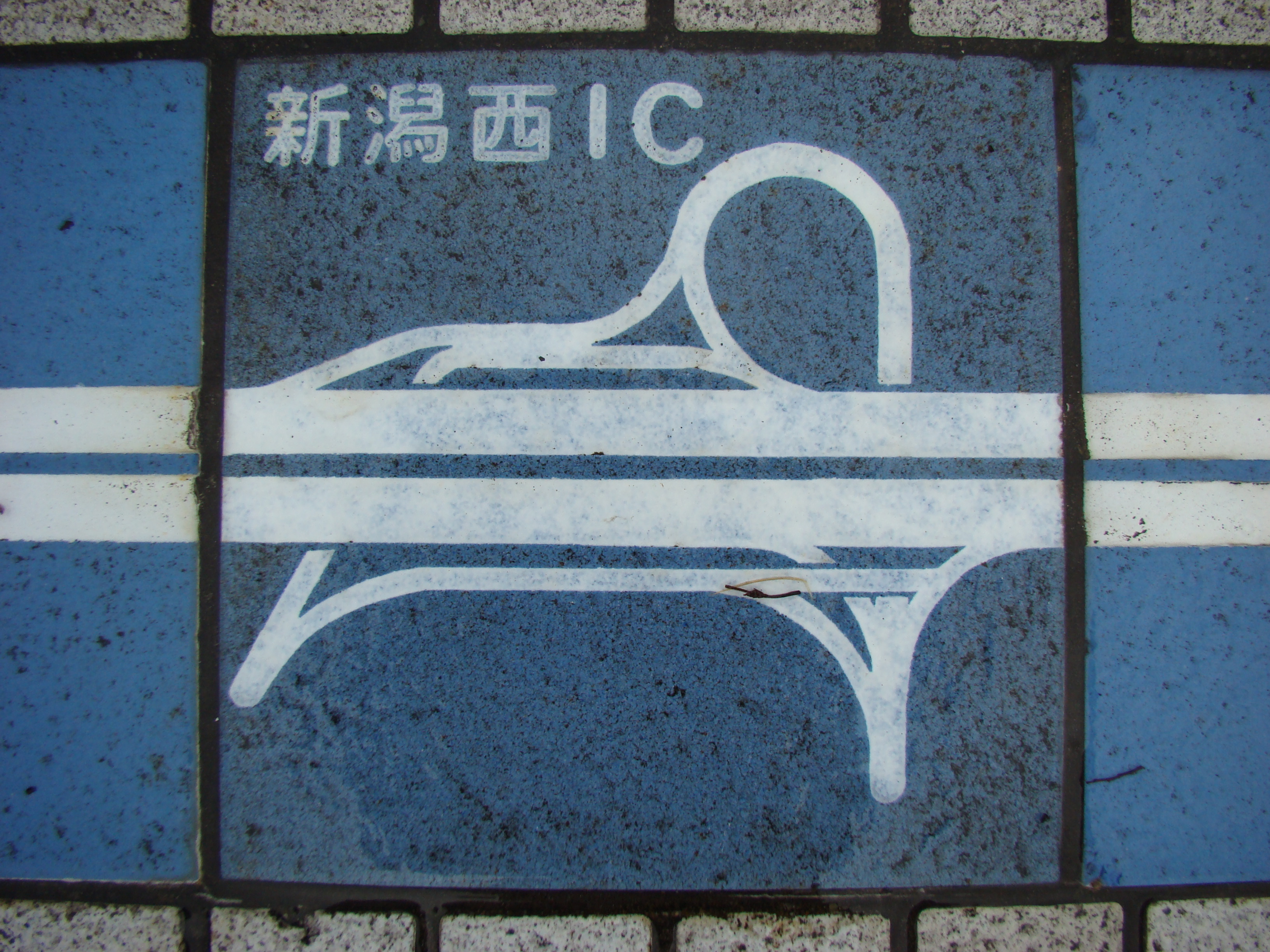
新潟西ICの形状を描いたタイル。これは北陸自動車道の全線開通時に名立谷浜SAに設置されたものである。2009年（平成21年）撮影。

新潟西インターチェンジ（にいがたにしインターチェンジ）は、新潟県新潟市西区にある北陸自動車道（高速自動車国道）・国道116号・国道289号新潟西バイパス（自動車専用道路）のインターチェンジである。

## 概要

インターの簡易構造を示したもの。薄緑色が新潟西バイパス、濃緑色が北陸自動車道である。

新潟都心方面の最寄りインターチェンジのひとつであり、北陸自動車道と新潟西バイパスをつなぐジャンクションの役割を果たしている。
北陸自動車道・新潟西バイパス間の接続には一部制限があり、新潟西ICを介しての新潟中央JCT方面と黒埼IC方面との相互利用はできない。このため、国道7号方面・国道8号長岡方面・青山方面と磐越道・日本海東北道を相互利用する場合、新潟バイパス女池IC・新潟県道16号新潟亀田内野線経由で新潟中央ICもしくは紫竹山IC・亀田BP経由で新潟亀田ICへ向かう必要がある。なお、小新IC方面からは北陸自動車道 新潟中央JCT方面、巻潟東IC方面のどちらへも流入・流出可能である。
当初、北陸自動車道の終点は新潟黒埼IC（現在の黒埼IC）であったが、その後北陸道の新潟市内への延伸工事及び新潟西バイパスの建設に伴って、新潟料金所 - 新潟黒埼ICの間に当ICを設置してバイパスに接続し、当IC - 新潟黒埼ICは新潟西バイパスに編入される形となった。また、1989年（平成元年）3月23日まで新潟西第一料金所のある場所に、新潟料金所（本線料金所）が設置されていたが、新潟西バイパスの開通に伴い廃止された。

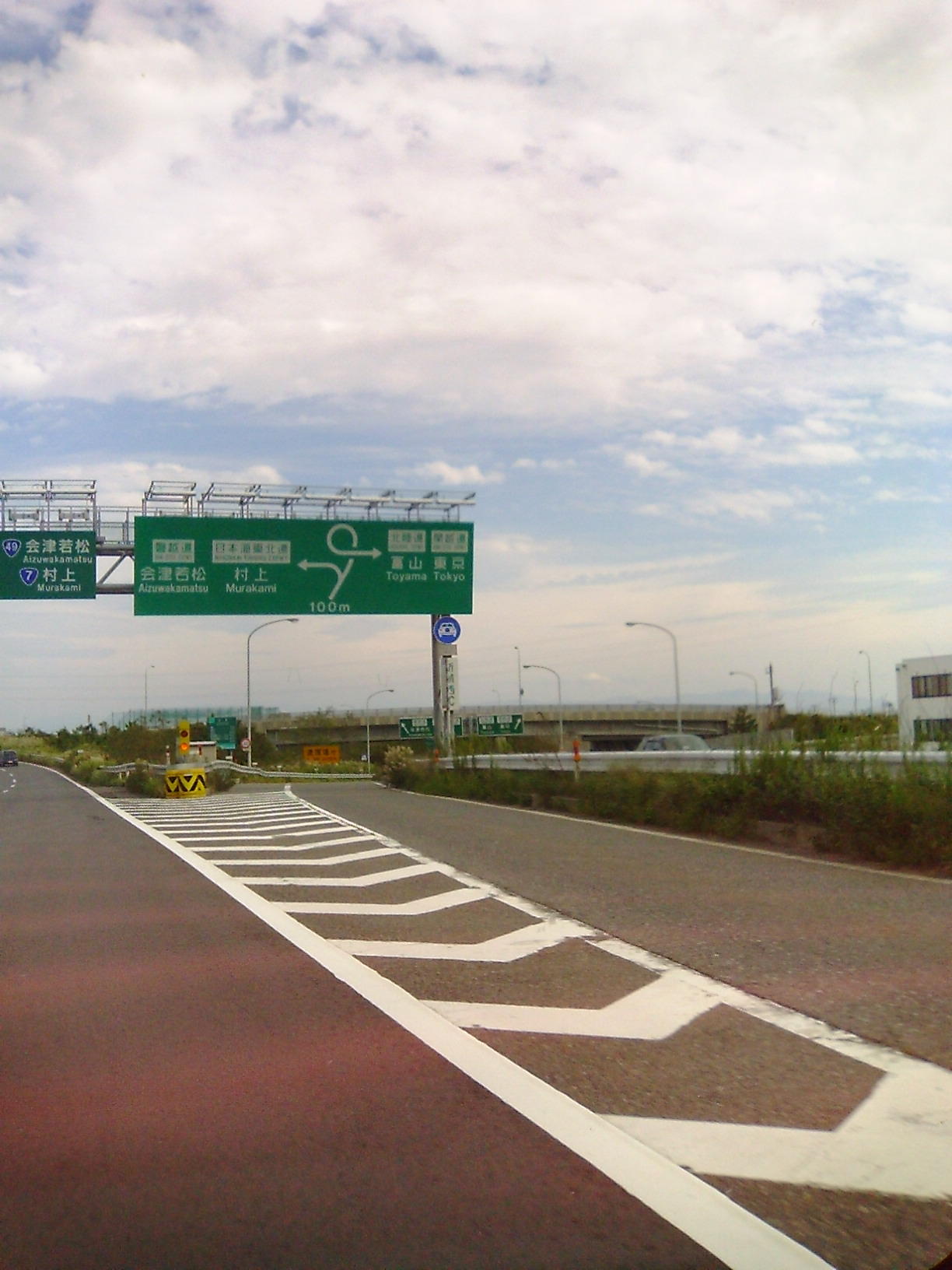
新潟西バイパス・東行本線上から見たランプ
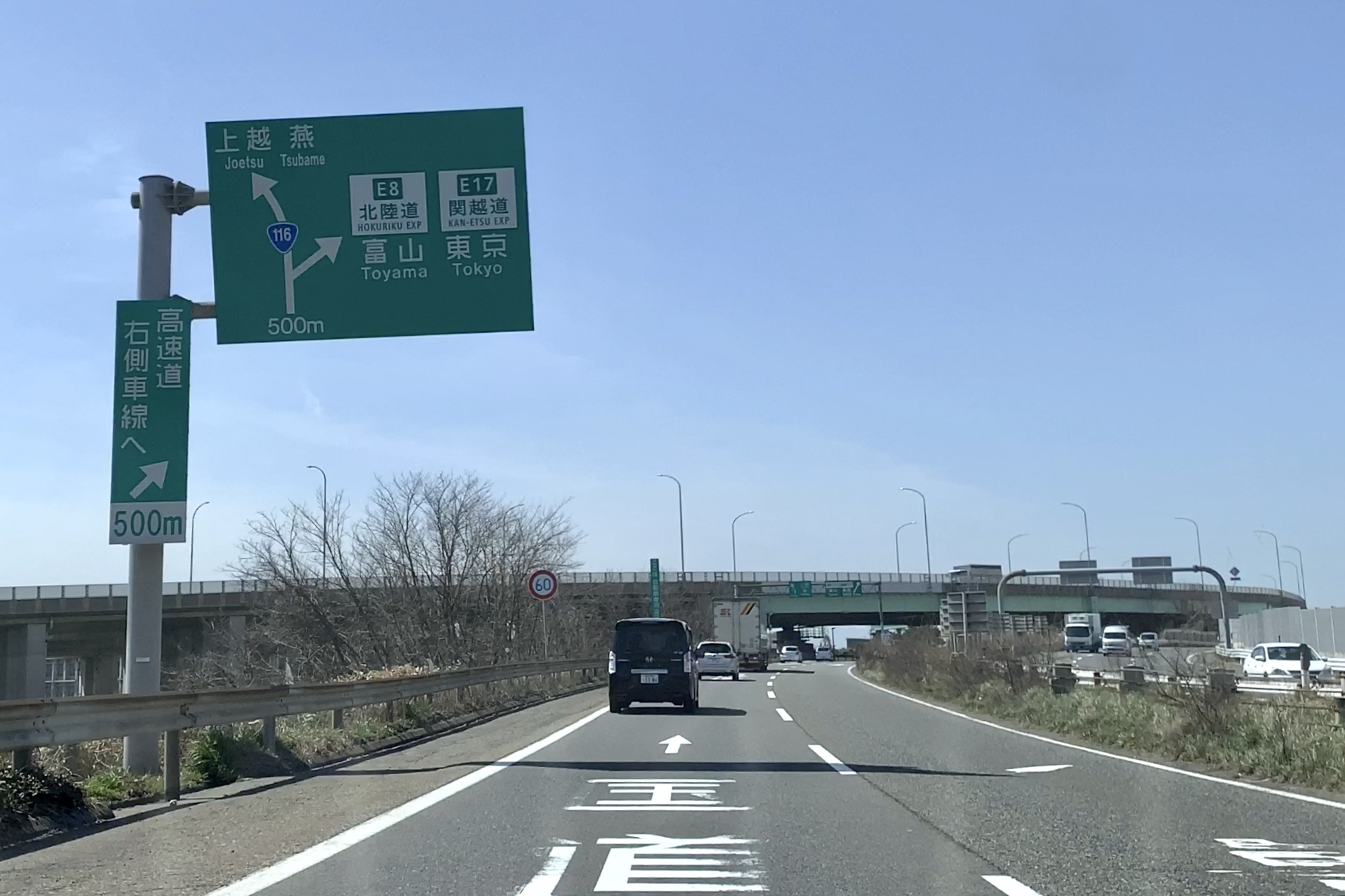
新潟西バイパス・西行本線上のIC案内標識（2020年3月）
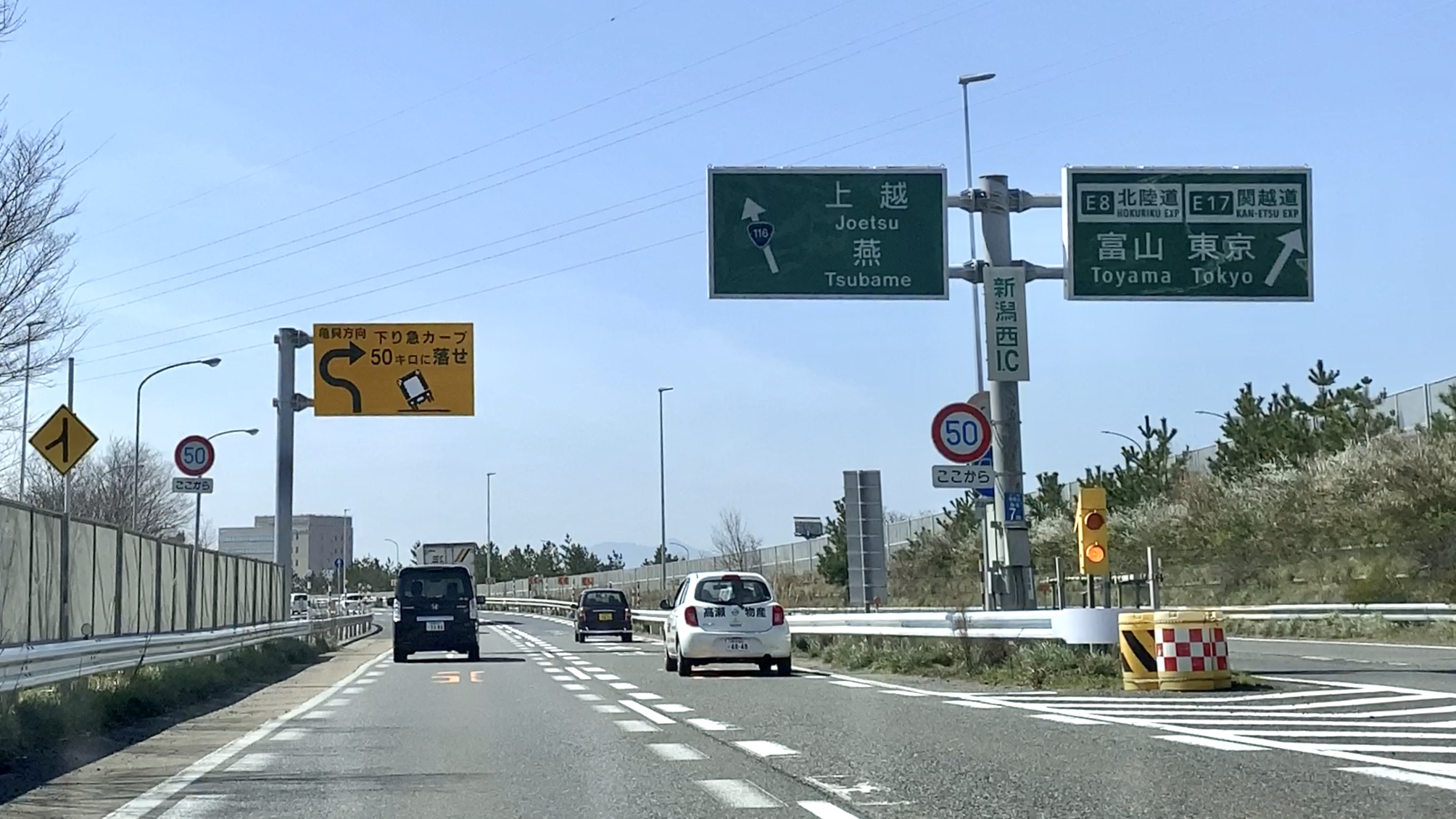
新潟西バイパス・西行本線上のIC案内標識（2020年3月）

## 構造
当ICはトランペット型で、南北に通る北陸道料金所（巻潟東IC方面） - 黒埼ICが元々の本線となっている。このため新潟西バイパスは、東行車線は曽和方面から2車線のランプで合流（本線は1車線）、西行車線は2車線のランプで分岐し（本線も2車線）カーブを描いて西へ向かっている。かつてこの西行車線のランプ区間は1車線分岐（本線は2車線）でカーブの曲線半径が急な上、最高速度も40 km/hに制限されていたため、慢性的な渋滞が発生していたことから、2004年（平成16年）にランプの最小曲線半径をR＝52 mからR＝80 mとカーブを緩やかにし、ランプを南側へ拡張して曽和方面へ2車線で分岐する改造工事が行われ、同年11月1日に開通。同時に最高速度も50 km/hに引き上げられた。当初は11月中旬に完工予定だったが、新潟県中越地震の影響で混雑が激しくなったため前倒しして仮完工し、その後改修などを行い完工。この際、北陸道へは右側車線から分岐する通行区分に改められ、渋滞はほぼ解消した。

## 道路
- E8 北陸自動車道（41番）
- 接続する道路：国道116号（重複：国道289号）（新潟西バイパス）

## 料金所
- ブース数：14（両方向の出口に自動精算機設置済のため、有人レーンの運用は停止中）

### 富山方面出入口（第一料金所）
- ブース数：9

#### 入口
- ブース数：3
  - ETC専用：2
  - 一般：1

#### 出口
- ブース数：6
  - ETC専用：2
  - 一般：4（うち2つは自動精算機）

### 新潟中央JCT方面出入口（第二料金所）
- ブース数：5

#### 入口
- ブース数：2
  - ETC専用：1
  - ETC・一般：1

#### 出口
- ブース数：3
  - ETC専用：1
  - 一般：2（うち1つは自動精算機）

## 周辺
- 新潟駅
- 新潟港
- 新潟第一ホテル
- ホテル日航新潟
- 新潟市水族館 マリンピア日本海
- 新潟市美術館
- 新潟市歴史博物館
- NGT48劇場
- ANAクラウンプラザホテル新潟
- 信濃川ウォーターシャトル
- 新潟せんべい王国
- 万代シテイ
- 萬代橋

## 隣
E8 北陸自動車道
(40)巻潟東IC - (40-1)黒埼PA/SIC - (41)新潟西IC - (42)新潟中央JCT
国道116号・国道289号 新潟西バイパス
小新IC - 新潟西IC - 黒埼IC